# يسبر ليونغ
يسبر ليونغ هو لاعب كرة قدم ومدرب كرة قدم سويدي في مركز الوسط، ولد في 31 ديسمبر 1973 في السويد. لعب مع نادي فايله ونادي هكن ونادي هلسينغبورغ.